# Mauro Bellugi
Mauro Bellugi (ur. 7 lutego 1950 w Buonconvento, zm. 20 lutego 2021) – włoski piłkarz występujący na pozycji obrońcy.
Z reprezentacją Włoch, w której w latach 1972–1979 rozegrał 31 meczów, wystąpił na mistrzostwach świata 1974 i 1978. Był rezerwowym na Euro 1980.

## Osiągnięcia
- 4. miejsce na mistrzostwach świata (1978)
- 4. miejsce na mistrzostwach Europy (1980)
- Mistrzostwo Włoch (1971)
- finalista Pucharu Krajowych Mistrzów Europy (1972)